# Saint-Julien-de-Jonzy
Saint-Julien-de-Jonzy település Franciaországban, Saône-et-Loire megyében. Lakosainak száma 337 fő (2022. január 1.). Saint-Julien-de-Jonzy Briant, Ligny-en-Brionnais, Mailly, Saint-Bonnet-de-Cray, Saint-Christophe-en-Brionnais, Sainte-Foy, Saint-Martin-du-Lac és Semur-en-Brionnais községekkel határos.

## Népesség
A település népessége az elmúlt években az alábbi módon változott:
| Lakosok száma | 296  | 327  | 349  | 345  | 346  | 345  | 343  | 340  | 337  |
|               | 2013 | 2015 | 2016 | 2017 | 2018 | 2019 | 2020 | 2021 | 2022 |